# But It's Better If You Do
But It's Better If You Do is de derde single van Panic at the Disco. Het nummer is afkomstig van het debuutalbum A Fever You Can't Sweat Out. Het nummer behaalde de 21ste plaats in de Mega Top 50 en werd Megahit op 3FM.

## Hitnotering
| But It's Better If You Do in de Nederlandse Top 40 binnen: 21 oktober 2006 | But It's Better If You Do in de Nederlandse Top 40 binnen: 21 oktober 2006 | But It's Better If You Do in de Nederlandse Top 40 binnen: 21 oktober 2006 | But It's Better If You Do in de Nederlandse Top 40 binnen: 21 oktober 2006 | But It's Better If You Do in de Nederlandse Top 40 binnen: 21 oktober 2006 | But It's Better If You Do in de Nederlandse Top 40 binnen: 21 oktober 2006 |
| Week                                                                       | 1                                                                          | 2                                                                          | 3                                                                          | 4                                                                          |                                                                            |
| -------------------------------------------------------------------------- | -------------------------------------------------------------------------- | -------------------------------------------------------------------------- | -------------------------------------------------------------------------- | -------------------------------------------------------------------------- | -------------------------------------------------------------------------- |
| Nummer                                                                     | 36                                                                         | 32                                                                         | 38                                                                         | 39                                                                         | uit                                                                        |

## Tracklists
UK CD/Digital - mei 2006
1. "But It's Better If You Do"
2. "I Write Sins Not Tragedies" (91X Acoustic Session)

UK 7" Poster Bag - mei 2006
- A. "But It's Better If You Do"
- B. "The Only Difference Between Martyrdom and Suicide Is Press Coverage (Tommie Sunshine Brooklyn Fire Remix)"

UK 7" Colored Vinyl - mei 2006
- A. "But It's Better If You Do"
- B. "I Write Sins Not Tragedies (iTunes Session)"

WMI CD - oktober 2006
1. "But It's Better If You Do"
2. "I Write Sins Not Tragedies (91X Acoustic Session)"

WMI CD/Digital - september 2006
1. "But It's Better If You Do"
2. "I Write Sins Not Tragedies" (91X Acoustic Session)
3. "Lying Is the Most Fun a Girl Can Have Without Taking Her Clothes Off (Live in Denver)"